# Ctenichneumonops
Ctenichneumonops är ett släkte av steklar. Ctenichneumonops ingår i familjen brokparasitsteklar.
Kladogram enligt Catalogue of Life:
| Ctenichneumonops | \| \| Ctenichneumonops annulicornis \| \| \| \| \| \| Ctenichneumonops caerulamoenus \| \| \| \| \| \| Ctenichneumonops megamelas \| \| \| \| |
|                  | \| \| Ctenichneumonops annulicornis \| \| \| \| \| \| Ctenichneumonops caerulamoenus \| \| \| \| \| \| Ctenichneumonops megamelas \| \| \| \| |
|                  | Ctenichneumonops annulicornis |
|                  | |
|                  | Ctenichneumonops caerulamoenus |
|                  | |
|                  | Ctenichneumonops megamelas |
|                  | |